# Limenitis zina
Limenitis zina är en fjärilsart som beskrevs av William Chapman Hewitson 1867. Limenitis zina ingår i släktet Limenitis och familjen praktfjärilar. Inga underarter finns listade i Catalogue of Life.